# Białykał
Białykał (do 1999 roku – Biały Kał) – wieś w Polsce położona w województwie wielkopolskim, w powiecie rawickim, w gminie Pakosław.

## Historia
Miejscowość pierwotnie związana była z Wielkopolską. W 1531 przy opisie granic Wielkopolski i Śląska odnotowane zostało bagno pod nazwą  Byalli Kal, a w 1549 Byalla Kalya. Znajdowało się ono w pobliżu obecnej osady Biały Kał i prawdopodobnie od niego właśnie wieś uzyskała swoją nazwę.
Osada w XVI wieku leżała w powiecie kościańskim Korony Królestwa Polskiego blisko granicy z Dolnym Śląskiem. W 1531 w okolicy bagna Biały Kał odnotowany został stary kopiec graniczny, postawiony przez właścicieli dóbr śląskich panów Curthbach. Przebiegała przez niego granica pomiędzy Pakosławiem leżącym w Polsce, a Żmigrodem i Piotrkosicami leżącymi w Księstwie Śląskim. W archiwalnym recesie granicznym odnotowano, że całe bagno należy do Polski, a poddani z obu stron granicy mieli prawo łowić w nim ryby tak samo jak w innych nadgranicznych bagnach. Kolejny archiwalny dokument z 1548 podaje, że w podziale lasów należących do wsi Pakosław wytyczono granicę od rzeki Orla do granicy śląskiej, która przechodziła przez las Jasień (w zapisie oryginalnym Yaszien) oraz koło Białego Kału. 
W wyniku II rozbioru Rzeczypospolitej w 1793, miejscowość przeszła w posiadanie Prus i jak cała Wielkopolska znalazła się w zaborze pruskim. W okresie Wielkiego Księstwa Poznańskiego (1815-1848) miejscowość wzmiankowana wówczas jako Białykał należała do wsi większych w ówczesnym pruskim powiecie Kröben (krobskim) w rejencji poznańskiej. Białykał należał do okręgu jutroszyńskiego tego powiatu i stanowił część majątku Pakosław, którego właścicielem był wówczas (1846) książę Pignatelli. Według spisu urzędowego z 1837 roku wieś liczyła 206 mieszkańców, którzy zamieszkiwali 27 dymów (domostw).
W latach 1975–1998 miejscowość położona była w województwie leszczyńskim.
Publikacja z 1964 roku podaje, że Białykał jest jedną z miejscowości występowania grupy Hazaków.
W okresie międzywojennym w miejscowości stacjonowała placówka Straży Granicznej I linii „Białykał”.